# Green Cross Schweiz

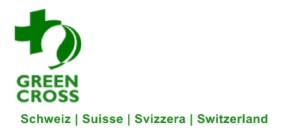
Das Logo von Green Cross Schweiz

Green Cross Schweiz ist eine Entwicklungsorganisation. Die Stiftung wurde 1994 in Zürich gegründet und war eine der ersten Ablegerinnen von Green Cross International. Sie setzt sich für die Bewältigung von Folgeschäden aus Industrie- und Militärkatastrophen sowie den Altlasten des Kalten Krieges in Osteuropa, vornehmlich der Ukraine, Belarus und Vietnam ein. Wesentliches Leitprinzip der Arbeit ist die «Hilfe zur Selbsthilfe». Mit diesem Prinzip wird gewährleistet, dass fundamentale Kooperationen mit anderen NGOs, Bildungseinrichtungen, medizinischen Institutionen oder Firmen gepflegt und durch diese Zusammenarbeiten Strukturen in den jeweiligen Projektländern nachhaltig aufgebaut werden.

## Geschichte
Bereits ein Jahr nach der Gründung von Green Cross International durch den ehemaligen Präsidenten der UdSSR Michail S. Gorbatschow und dem Schweizer Nationalrat Roland Wiederkehr 1993, wurden erste Geschäftsstellen in unterschiedlichen Ländern; u. a. den USA, Russland, Japan und in der Schweiz aufgebaut.

### Erste Arbeiten in der Tschernobyl-Region
Green Cross Switzerland legte früh einen Fokus auf die Hilfe vor Ort in osteuropäischen und -asiatischen Staaten, die durch die Folgen menschgemachter Katastrophen getroffen wurden. In diesem Zusammenhang lag die Nuklearkatastrophe von Tschernobyl, welche massive Konsequenzen für Mensch und Umwelt vor allem in den umliegenden Regionen zur Folge hatte, noch nicht einmal zehn Jahre zurück. 1995 starteten erste Therapiecamps in Belarus, 1998 in Russland und ab 2000 in der Ukraine. In diesen Therapiecamps wurden vor allem Kinder und Jugendliche mit Beeinträchtigungen durch Ärzte, Therapeuten, Lehrer und Pädagogen betreut und unterrichtet. Neben der Untersuchung der Kinder und Jugendlichen durch das medizinische Personal und der Möglichkeit auf saubere Nahrungsmittel, wurden auch soziale Aktivitäten organisiert, um die Kreativität, ökologisches Bewusstsein und ein Gemeinschaftsgefühl zu fördern. Auch wurde in der Tschernobyl-Region damit begonnen, sogenannte Familienclubs aufzubauen. Familienclubs dienten zur Initialisierung der Selbsthilfe für Mütter untereinander.
Ab 2005 folgte der Ausbau von Therapiecamps in der Tscheljabinsk-Region. In diesem Gebiet gab es, wie in Tschernobyl, einen gravierenden Unfall, der Kyschtym-Unfall, der zur Freisetzung von radioaktivem Material geführt hatte. Deshalb führte Green Cross Switzerland komplementär zu den anderen Hilfeleistungen in der Tschernobyl-Region das erste Therapiecamp im Gebiet um Tscheljabinsk durch.

### Einsatz für Opfer von Agent Orange in Vietnam
1998 startete Green Cross Switzerland ihre Projektarbeit in Vietnam. Das während des Vietnamkrieges versprühte Entlaubungsmittel «Agent Orange» führte bei Kindern und Jugendlichen zu physischen Behinderungen und psychischen Beeinträchtigungen. Das Engagement wurde bereits früh auf unterschiedliche Schwerpunkte gesetzt. Informations- und Präventionsprogramm für Betroffene und die vietnamesische Öffentlichkeit wurden organisiert. Ab 1997 wurde von Green Cross Switzerland begonnen das Vietcot zu unterstützen. Das Vietcot ist eine Aus- und Weiterbildungsinstitution für Orthopädietechniker und behandelt auch vor Ort Kinder, die Orthesen oder Prothesen benötigen.

### Ausbau der Projektregionen, Turbulenzen und ein Neubeginn
Während die Projektarbeit in Vietnam, Belarus, der Ukraine und Russland fortgesetzt wurde, begann ab Mitte der 2000er Jahre der Ausbau der Projektregionen in weitere Staaten. 2014 wurde die situationsspezifische Projektarbeit nun auch in Japan, Laos, Kambodscha, Irak oder Moldawien durchgeführt.
2018 verliess die seit 1999 als Geschäftsführerin tätige Nathalie Gysi Green Cross Switzerland. Bereits zu diesem Zeitpunkt (2017/2018 und bereits noch früher) war die Liquidität von Green Cross Schweiz sehr viel geringer als kommuniziert, wie der zu dieser Zeit antretende CEO Martin Bäumle feststellte. Green Cross Schweiz hatte über Jahre hinweg mehr Geld für Projekte ausgegeben und Partnern für Projektausführungen zur Verfügung gestellt als an Spenden eingegangen waren. Dies führte dazu, dass die Stiftung im Herbst 2018 vor dem Konkurs stand; zahlreiche Mitarbeiter mussten entlassen werden.
Durch die mangelnde Liquidität musste Green Cross Schweiz die Unterstützung zahlreicher Projekte in unterschiedlichen Ländern beenden. Zu Beginn von 2019 begann es sich auf die bisherigen Projekte in Belarus, Russland, der Ukraine und Vietnam zu fokussieren. 2019 wurde das Jahr der Konsolidierung auf tiefem Niveau und des Aufbaus, wobei 2020 Green Cross Schweiz wieder positive Bilanzen vorwies.
Die Verbreitung des Corona-Virus führte auch bei der Stiftung zu Anpassungen in der Projektarbeit. In den von Hilfeleistungen unterstützten Gebieten wurden zusätzlich zu den bestehenden Angeboten online Informationsveranstaltungen, Beratungsgespräche und Schulungen durchgeführt.

## Tätigkeiten im Ausland

### Vietnam
Die Unterstützung von Agent-Orange-Opfern in Vietnam findet auf unterschiedlichen Ebenen statt, fokussiert sich aber wesentlich auf die Pflege, Betreuung und Rehabilitation von Opfern des Entlaubungsmittels Agent Orange. Green Cross Schweiz leistet Beiträge für die Ausbildung von Orthopädie-Fachkräften medizinischer Institutionen (z. B. Vietcot) in Form von Stipendien oder organisiert in Kooperation mit medizinischen Experten Weiterbildungs- und Schulungsangebote.
Ebenfalls pflegt die Stiftung eine Kooperation mit den beiden Schweizer Ärzten und Orthopädisten, Daniel Hueskes und Claude Müller. Zusammen mit anderen Experten reisen sie jährlich zweimal nach Vietnam und leisten mit ihrer Expertise Hilfe in den Infrastrukturen von Vietcot oder anderen Gesundheitseinrichtungen in Vietnam.
Des Weiteren werden finanzielle Beiträge an Tagesstätte für Kinder und Jugendliche, die durch das Entlaubungsmittel Agent Orange betroffen sind, bereitgestellt. In Kooperation mit der Danang Association for Victims of Agent Orange (DAVA) erhalten zwei Tagesstätten in der zentralvietnamesischen Stadt Đà Nẵng Unterstützung. Die Tagesstätten garantieren Pflege, medizinische Untersuchungen, Betreuung, Alltagsaktivitäten.
In zwei weiteren vietnamesischen Städten können mittels Gelder von Green Cross Switzerland Krankenhäuser, die auf Orthopädie und Rehabilitation spezialisiert sind, ihre Aufgaben nachhaltiger wahrnehmen.

### Ukraine
Bis zum grossangelegten russischen Einmarsch in die Ukraine am 24. Februar 2022, konnte die Projektarbeit in der Tschernobyl-Region der drei Staaten Belarus, Ukraine und Russland effizient durchgeführt werden. Der Krieg in der Ukraine führte zur vorläufigen Beendigung der Projekte in Russland, der eingeschränkten Fortsetzung derjenigen Projekte in Belarus sowie den Fokus auf die humanitäre Hilfe in der Ukraine.
Green Cross Schweiz unterstützt die Ukraine seit Beginn des Krieges mit humanitärer Hilfe, in Form von Lebensmitteln, Medizin oder Bekleidung. Es wird Infrastruktur z. B. in Form von Bootsmotoren bereitgestellt, um bei Überflutungen im Kriegsgebiet auszuhelfen.
Zudem konnte es in Zusammenarbeit mit anderen Unternehmen, Katadyn und JDMT, Anlagen zur Reinigung von Trinkwasser liefern. Mit diesen mobilen Geräten wird salzhaltiges oder dreckiges, kontaminiertes Wasser gereinigt und kann von vom Krieg betroffenen Menschen konsumiert werden.

## Zweck und Eigenart
Die Tätigkeit von Green Cross Switzerland ist gekennzeichnet durch schnelle und direkt wirksame Hilfe zur Selbsthilfe vor Ort. Für die Unterstützung von durch menschgemachte Katastrophen betroffenen Gebieten hat die Stiftung das SOCMED-Programm (Social and Medical and Education) entwickelt.
Das SOCMED-Programm hat die Verbesserung der Lebensqualität von Menschen, die durch chemische, radioaktive und andere Verseuchungen betroffen sind, zum Ziel. Das Programm hilft sozialen Institutionen, NGOs und Regierungen bei der Betreuung, Pflege, Rehabilitation und Alltagsgestaltung von Menschen, die durch menschgemachte Katastrophen betroffen sind. Gleichzeitig hilft das Programm Weiterbildungs- und Informationsangebote für Pflegefachpersonen aber auch Betroffene bereitzustellen, um das Fachwissen vor Ort abzustützen. Das Programm wird in der jeweiligen Projektregion zielorientiert und fachgerecht den lokalen Situationen angepasst. Die Förderung einer nachhaltigen Entwicklung im Geiste von Kooperation statt Konfrontation unter Einbezug aller von einem Problem betroffenen Kreise steht im Vordergrund.
Mit der Neustrukturierung in den Jahren 2019–2020 unter Stiftungsratspräsident und Geschäftsleiter ad interim Martin Bäumle wurde Green Cross Schweiz verkleinert und fokussiert sich auf die sozialmedizinischen Projekte mit der Hilfe zur Selbsthilfe vor Ort. Das Programm Abrüstung, welches die Vorantreibung des Abrüstungsprozesses sowie die Sanierung von Altlasten aus der Zeit des Kalten Krieges thematisiert, musste aufgrund der Neustrukturierung sistiert werden.

## Rechtsform und Mitglieder
Die Organisation Green Cross Schweiz ist juristisch betrachtet eine Stiftung und wird durch den Stiftungsrat verwaltet. Geschäftsleitung und das Team nehmen sich den operativen Tätigkeiten an. Green Cross Schweiz wird durch viele Sympathisanten unterstützt und zählte Ende 2022 circa 15'000 aktive Mitglieder.

## Engagement und Projektarbeit
Bei der Prüfung von Projekten wird viel Wert gelegt auf Aufklärung, Vermittlung und wissenschaftliche Argumentation zur Lösungsfindung. Es wird angestrebt, ökologische Risiken zu verhindern. Dazu dient auch die Zusammenarbeit mit der parlamentarischen Gruppe Grünes Kreuz.

## Weblink
- Offizielle Website in deutscher, französischer, italienischer und englischer Sprache